# Rubén Pardo
Rubén Pardo Gutiérrez (Logroño, 22 ottobre 1992) è un calciatore spagnolo, centrocampista dell'Arīs Salonicco.

## Carriera

### Club
Nella stagione 2011-2012 ha debuttato in Liga il 29 ottobre nel corso della gara persa contro il Real Madrid, entrando nei minuti finali al posto di Markel Bergara. Nella stessa stagione il 13 febbraio mette a segno il suo primo goal nella Liga siglando la rete del definitivo 2-0 contro il Siviglia.
Nel mercato invernale del 2020 dopo quasi 10 anni di permanenza nella Real Sociedad passa al Bordeaux, club di Ligue 1, con il quale fa il suo esordio il 5 febbraio, nel pareggio esterno contro il Brest subentrando al compagno Briand al 61º minuto. Segna il suo primo goal con la maglia dei girondini il 23 febbraio nella sconfitta esterna contro il Paris Saint-Germain rete che accorcia le distanze e fissa il punteggio sul 4 a 3 finale.

### Nazionale
Vanta presenze nelle varie nazionali giovanili spagnole; ha disputato il Campionato europeo di calcio Under-17 2009, disputando la partita pareggiata con la Francia.
Nel 2011 è tra i protagonisti della vittoria dell'Under-19 spagnola ai Campionato europeo di calcio Under-19 2011, servendo, tra l'altro, due assist in finale contro la Rep. Ceca.
Fa il suo esordio in Under-21 il 5 febbraio 2013 contro il Belgio. Ha disputato sei partite valide per le Qualificazioni al campionato europeo di calcio Under-21 2015.

## Statistiche

### Presenze e reti nei club
Statistiche aggiornate al 23 gennaio 2017.
| Stagione               | Squadra                | Campionato             | Campionato | Campionato | Coppe nazionali | Coppe nazionali | Coppe nazionali | Coppe continentali | Coppe continentali | Coppe continentali | Altre coppe | Altre coppe | Altre coppe | Totale | Totale |
| Stagione               | Squadra                | Comp                   | Pres       | Reti       | Comp            | Pres            | Reti            | Comp               | Pres               | Reti               | Comp        | Pres        | Reti        | Pres   | Reti   |
| ---------------------- | ---------------------- | ---------------------- | ---------- | ---------- | --------------- | --------------- | --------------- | ------------------ | ------------------ | ------------------ | ----------- | ----------- | ----------- | ------ | ------ |
| 2009-2010              | Real Sociedad B        | TD                     | 1          | 0          | [ 6 ]           | -               | -               |                    | -                  | -                  |             | -           | -           | 1      | 0      |
| 2010-2011              | Real Sociedad B        | SDB                    | 21         | 0          | [ 6 ]           | -               | -               |                    | -                  | -                  |             | -           | -           | 21     | 0      |
| 2011-2012              | Real Sociedad B        | SDB                    | 16         | 1          | [ 6 ]           | -               | -               |                    | -                  | -                  |             | -           | -           | 16     | 1      |
| Totale Real Sociedad B | Totale Real Sociedad B | Totale Real Sociedad B | 38         | 1          |                 | -               | -               |                    | -                  | -                  |             | -           | -           | 38     | 1      |
| 2011-2012              | Real Sociedad          | PD                     | 15         | 1          | CR              | 2               | 0               |                    | -                  | -                  |             | -           | -           | 17     | 1      |
| 2012-2013              | Real Sociedad          | PD                     | 25         | 0          | CR              | 2               | 0               |                    | -                  | -                  |             | -           | -           | 27     | 0      |
| 2013-2014              | Real Sociedad          | PD                     | 35         | 3          | CR              | 3               | 0               | UCL                | 6                  | 0                  | -           | -           | -           | 44     | 3      |
| 2014-2015              | Real Sociedad          | PD                     | 28         | 1          | CR              | 4               | 0               | UEL                | 4                  | 0                  | -           | -           | -           | 36     | 1      |
| 2015-2016              | Real Sociedad          | PD                     | 28         | 0          | CR              | 2               | 0               |                    | -                  | -                  |             | -           | -           | 30     | 0      |
| 2016-2017              | Real Sociedad          | PD                     | 3          | 0          | CR              | 1               | 0               |                    | -                  | -                  |             | -           | -           | 4      | 0      |
| Totale Real Sociedad   | Totale Real Sociedad   | Totale Real Sociedad   | 134        | 5          |                 | 13              | 0               |                    | 11                 | 0                  |             | -           | -           | 158    | 5      |
| Totale carriera        | Totale carriera        | Totale carriera        | 167        | 6          |                 | 14              | 0               |                    | 10                 | 0                  |             | -           | -           | 191    | 6      |

## Palmarès

### Nazionale
- Campionato d'Europa Under-19: 1

2011